# Georg Schmidt
Georg Schmidt (ur. 7 kwietnia 1927, zm. 6 lipca 1990) – austriacki trener piłkarski.

## Kariera
W 1982 roku wraz z Feliksem Latzke prowadził reprezentację Austrii. W roli selekcjonera zadebiutował 24 marca 1982 w wygranym 3:2 towarzyskim meczu z Węgrami. Kadrę Austrii poprowadził na Mistrzostwach Świata 1982. Rozegrała ona na nich 5 spotkań: z Chile (1:0), Algierią (2:0), RFN (0:1), Francją (0:1) i Irlandią Północną (2:2), po czym odpadła z turnieju w drugiej rundzie. Zespół Austrii Schmidt poprowadził łącznie w ośmiu meczach.